# Dichromodes lechria
Dichromodes lechria är en fjärilsart som beskrevs av Turner 1943. Dichromodes lechria ingår i släktet Dichromodes och familjen mätare. Inga underarter finns listade i Catalogue of Life.